# Sporting CP vs. SL Benfica

## Primeiro confronto

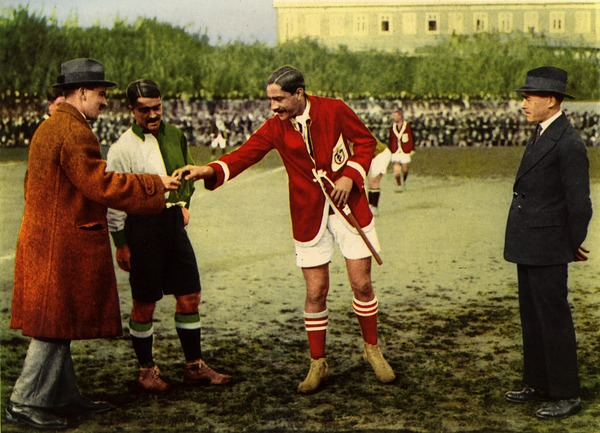
Cosme Damião e Francisco Stromp num Dérbi de Lisboa

O primeiro confronto entre Sporting CP e SL Benfica ocorreu em 1 de dezembro de 1907, com vitória do Sporting CP por 2 a 1. Tal partida foi realizada em Carcavelos, no Campo da Quinta Nova, utilizado pelo Sport Lisboa, que só um ano mais tarde viria a transformar-se em Sport Lisboa e Benfica, depois da fusão com o Grupo Sport Benfica (associação praticante do ciclismo).
Jogaram pelo Sporting oito jogadores que tinham abandonado o Sport Lisboa em troca de melhores condições, sendo uma delas, um campo próprio para treinar e jogar. O autor do primeiro golo foi Cândido Rodrigues. Ele tinha sido um dos jogadores que haviam trocado de clube. Aos 50 minutos, Corga empatou para o Sport Lisboa. Logo após, caiu uma chuva tão intensa que os jogadores do Sporting CP abandonaram o campo. Estes acabariam por voltar após insistência do árbitro inglês Burtenshaw - também jogador do Carcavelos - e festejariam a vitória depois de um auto-golo de Cosme Damião, fundador do Sport Lisboa.
Para a História, fica a vitória do Sporting CP por 2 a 1, no primeiro daquele que é para os portugueses o "Derby Eterno". Seguiu-se, então, um século de histórias entre dois clubes que cresceram lado a lado, para quem a rivalidade com o vizinho é também uma questão de identidade.

### Massas adeptas
Segundo o Livro “Vox Populi - O Estado da Opinião em Portugal (1997-2001)”, baseado em estatísticas, realizadas pelo canal televisivo SIC, em 2001 o Benfica era o clube com mais apoiantes em todas as regiões do País (com excepção do Grande Porto). Já o Sporting era mais popular no Sul, principalmente nas zonas urbanas da Grande Lisboa e na península de Setúbal. Contudo, o Benfica tem mais adeptos na periferia, enquanto que o Sporting tem mais adeptos no centro de Lisboa. O mesmo estudo concluiu que os sportinguistas eram mais bem-sucedidos em termos profissionais, com uma maior presença relativa de quadros médios e superiores entre os seus apoiantes. Quanto à análise por sexos e etária, o Benfica era mais popular para as mulheres, enquanto havia mais sportinguistas do sexo masculino e acima dos 30 anos.

## Estatísticas do Dérbi da Capital
A estatística dos jogos oficiais mostra que desde 1 de dezembro de 1907 foram realizadas 320 partidas entre Sporting CP e SL Benfica, com 139 vitórias do SL Benfica, 116 do Sporting CP e 71 empates. Pelo SL Benfica foram marcados 549 golos e pelo Sporting CP 498.
Já pelo Campeonato Português foram 181 jogos, com 83 vitórias do Benfica, 48 empates e 51 vitórias do Sporting. Foram marcados 310 tentos pelo SL Benfica e 248 pelo Sporting CP.
No total, incluindo amigáveis e torneios de mesmo cunho, foram realizadas 438 partidas, com 189 vitórias do SL Benfica, 89 empates e 166 vitórias do Sporting CP. O SL Benfica marcou 748 vezes contra 704 do Sporting CP.

### Últimos dez resultados em jogos oficiais
- 31 de julho de 2025 - Sporting CP 0-1 SL Benfica (Supertaça)
- 25 de maio de 2025 - SL Benfica 1-3 Sporting CP (Taça de Portugal)
- 10 de maio de 2025 - SL Benfica 1-1 Sporting CP (Liga)
- 11 de janeiro de 2025 - Sporting CP 1-1 SL Benfica (Taça da Liga)
- 29 de dezembro de 2024 - Sporting CP 1-0 SL Benfica (Liga)
- 6 de abril de 2024 - Sporting CP 2-1 SL Benfica (Liga)
- 2 de abril de 2024 - SL Benfica 2-2 Sporting CP (Taça de Portugal)
- 29 de fevereiro de 2024 - Sporting CP 2-1 SL Benfica (Taça de Portugal)
- 12 de novembro de 2023 - SL Benfica 2-1 Sporting CP (Liga)
- 21 de maio de 2023 - Sporting CP 2-2 SL Benfica (Liga)

### Maiores períodos de invencibilidade em jogos oficiais doSL Benficasobre oSporting CP
- De 25 de outubro de 1908 até 17 de janeiro de 1915 (14 jogos, com 13 vitórias e 1 empate)
- De 6 de março de 1988 até 9 de fevereiro de 1992 (9 jogos, com 7 vitórias e 2 empates)
- De 21 de março de 2009 até 26 de novembro de 2011 (8 jogos, com 6 vitórias e 2 empates)
- De 5 de março de 2016 até 6 de fevereiro de 2019 (8 jogos, com 4 vitórias e 4 empates)
- De 10 de dezembro de 2012 até 8 de fevereiro de 2015 (7 jogos, com 4 vitórias e 3 empates)

### Maiores períodos de invencibilidade em jogos oficiais doSporting CPsobre oSL Benfica
- De 29 de fevereiro de 2024 até 25 de maio de 2025 (7 jogos, com 4 vitórias e 3 empates)
- De 7 de julho de 2014 até 21 de novembro de 2015 (6 jogos, com 4 vitórias e 2 empates)
- De 24 de junho de 1945 até 20 de janeiro de 1946 (5 jogos, com 5 vitórias)
- De 5 de outubro de 1952 até 23 de maio de 1954 (5 jogos, com 5 vitórias)
- De 9 de junho de 1974 até 28 de março de 1976 (5 jogos, com 2 vitórias e 3 empates)
- De 29 de novembro de 1980 até 2 de janeiro de 1983 (5 jogos, com 2 vitórias e 3 empates)

### Maior goleada doSL Benfica
- SL Benfica 7-2 Sporting CP em 28 de abril de 1946

### Maior goleada doSporting CP
- Sporting CP 7-1 SL Benfica em 14 de dezembro de 1986

### Maior goleada doSL Benficafora
- Sporting CP 0-4 SL Benfica em 27 de fevereiro de 1910

### Maior goleada doSporting CPfora
- SL Benfica 0-5 Sporting CP em 18 de outubro de 1936
- SL Benfica 0-5 Sporting CP em 14 de dezembro de 1941

## Decisões envolvendo os dois emblemas
Por 22 vezes SL Benfica e Sporting CP decidiram frente a frente uma competição oficial. O historial dessas decisões é antigo, começando em 1919 quando foi finalizado o Campeonato de Lisboa da temporada 1918/19. O Sporting CP saiu vencedor naquela primeira decisão contra os tradicionais rivais encarnados. A decisão jogada em duas partidas teve duas vitórias sportinguistas por 2 a 1 e 1 a 0.
Nova decisão entre os dois clubes voltou a acontecer em 1928, com mais uma vitória sportinguista, dessa vez por 3 a 0. O primeiro triunfo benfiquista numa final contra o seu arquirrival veio a ocorrer em partida única (2 a 1), a contar para o Campeonato de Portugal de 1935. Tal prova, disputada entre 1921 e 1938, viu mais uma decisão entre os rivais lisboetas em 1938, dessa vez com triunfo sportinguista por 3 a 1. Entre essas duas finais nacionais, houve tempo para em 1936 o Sporting CP ganhar ao SL Benfica o título lisboeta com uma vitória por 4 a 1, em partida única.
O historial contava, até ao começo da década de 1950, com a liderança dos verdes e brancos por 3 a 1. Foi então que começou a viragem benfiquista com três vitórias em finais para a Taça disputadas no Estádio Nacional: em 1952, por 5 a 4; em 1955, por 2 a 1, e em 1970, por 3 a 1. A contagem apontava 4 a 3 para o SL Benfica na entrada dos anos 1970.
Nessa década ocorreram mais três decisões com duas vitórias do Sporting CP. Em 1971, os leões impuseram-se por 4 a 1, e em 1974, no prolongamento, por 2 a 1. Já as águias venceram a final de 1972, também decidida no prolongamento, por 3 a 2. À entrada dos anos 1980 a contenda estava empatada em cinco conquistas para cada lado.
Então vieram duas decisões com resultado positivo para o SL Benfica. A primeira a valer para a Supertaça, em 1980, com resultados de 2 a 2, em Alvalade, e 2 a 1 para os encarnados, na Luz. A segunda, em 1987, uma final da Taça que o SL Benfica venceu por 2 a 1. O Sporting CP, ainda em 1987, devolveria tal derrota com uma vitória na final da Supertaça, jogada no mês de dezembro. Em duas partidas, os leões venceram por 3 a 0, na Luz, e 1 a 0, em Alvalade.
Assim, o SL Benfica liderava a contagem de decisões jogadas contra o rival Sporting CP. E veio a ampliar tal vantagem com as conquistas da Taça de Portugal em 1996 (3-1) e da Taça da Liga em 2009 (1 a 1 no tempo normal e vitória por 3 a 2 na disputa de grandes penalidades). Em agosto de 2015, o Sporting venceu por 1 a 0 a primeira final de Supertaça entre os dois clubes em quase 30 anos, numa partida realizada no Estádio Algarve. Novamente, no mesmo estádio, em 2019, ocorreu mais uma decisão entre os rivais válida para a Supertaça, sendo a vez de o Benfica derrotar o arquirrival pelo placar de 5 a 0. 
Em janeiro de 2022, em mais um encontro válido para a Taça da Liga, Benfica e Sporting decidiram o título do torneio no Estádio Dr. Magalhães Pessoa, em Leiria. Os leões saíram vencedores pelo placar de 2 a 1. Em janeiro de 2025, no mesmo estádio, o Benfica venceu o Sporting na disputa de grandes penalidades, por 7 a 6, e conquistou a Taça da Liga. Quatro meses depois, a contar para a Taça de Portugal, foi a vez de o Sporting vencer o rival, por 3 a 1, no Estádio Nacional.
O marcador, então, passou a indicar onze triunfos benfiquistas contra dez sportinguistas no historial de finais de competições oficiais envolvendo os dois rivais lisboetas.

### Campeonato de Lisboa
| Época   | Local                           | Campeão     | Finalista vencido | Resultado |
| ------- | ------------------------------- | ----------- | ----------------- | --------- |
| 1918-19 | Campo de Benfica e Campo Grande | Sporting CP | SL Benfica        | 2-1; 1-0  |
| 1927-28 | Estádio do Lumiar               | Sporting CP | SL Benfica        | 3-0       |
| 1935-36 | Campo das Salésias              | Sporting CP | SL Benfica        | 4-1       |

### Campeonato de Portugal
| Época   | Local             | Campeão     | Finalista vencido | Resultado |
| ------- | ----------------- | ----------- | ----------------- | --------- |
| 1934-35 | Estádio do Lumiar | SL Benfica  | Sporting CP       | 2-1       |
| 1937-38 | Estádio do Lumiar | Sporting CP | SL Benfica        | 3-1       |

### Taça de Portugal
| Época   | Local            | Campeão     | Finalista vencido | Resultado |
| ------- | ---------------- | ----------- | ----------------- | --------- |
| 1951-52 | Estádio Nacional | SL Benfica  | Sporting CP       | 5-4       |
| 1954-55 | Estádio Nacional | SL Benfica  | Sporting CP       | 2-1       |
| 1969-70 | Estádio Nacional | SL Benfica  | Sporting CP       | 3-1       |
| 1970-71 | Estádio Nacional | Sporting CP | SL Benfica        | 4-1       |
| 1971-72 | Estádio Nacional | SL Benfica  | Sporting CP       | 3-2, a.p. |
| 1973-74 | Estádio Nacional | Sporting CP | SL Benfica        | 2-1, a.p. |
| 1986-87 | Estádio Nacional | SL Benfica  | Sporting CP       | 2-1       |
| 1995-96 | Estádio Nacional | SL Benfica  | Sporting CP       | 3-1       |
| 2024-25 | Estádio Nacional | Sporting CP | SL Benfica        | 3-1       |

### Supertaça de Portugal
| Época | Local                                  | Campeão     | Finalista vencido | Resultado |
| ----- | -------------------------------------- | ----------- | ----------------- | --------- |
| 1980  | Estádio José Alvalade e Estádio da Luz | SL Benfica  | Sporting CP       | 2-2; 2-1  |
| 1987  | Estádio da Luz e Estádio José Alvalade | Sporting CP | SL Benfica        | 3-0; 1-0  |
| 2015  | Estádio Algarve                        | Sporting CP | SL Benfica        | 1-0       |
| 2019  | Estádio Algarve                        | SL Benfica  | Sporting CP       | 5-0       |
| 2025  | Estádio Algarve                        | SL Benfica  | Sporting CP       | 1-0       |

### Taça da Liga
| Época   | Local                        | Campeão     | Finalista vencido | Resultado       |
| ------- | ---------------------------- | ----------- | ----------------- | --------------- |
| 2008-09 | Estádio do Algarve           | SL Benfica  | Sporting CP       | 1-1, (3-2 g.p.) |
| 2021-22 | Estádio Dr. Magalhães Pessoa | Sporting CP | SL Benfica        | 2-1             |
| 2024-25 | Estádio Dr. Magalhães Pessoa | SL Benfica  | Sporting CP       | 1-1, (7-6 g.p.) |

## Histórico de resultados

### Primeira Liga
| Época   | Casa        | Fora        | Score |
| ------- | ----------- | ----------- | ----- |
| 1934/35 | SL Benfica  | Sporting CP | 1-1   |
| 1934/35 | Sporting CP | SL Benfica  | 3-1   |
| 1935/36 | Sporting CP | SL Benfica  | 2-4   |
| 1935/36 | SL Benfica  | Sporting CP | 3-1   |
| 1936/37 | Sporting CP | SL Benfica  | 1-4   |
| 1936/37 | SL Benfica  | Sporting CP | 5-1   |
| 1937/38 | SL Benfica  | Sporting CP | 3-2   |
| 1937/38 | Sporting CP | SL Benfica  | 2-2   |
| 1938/39 | Sporting CP | SL Benfica  | 0-1   |
| 1938/39 | SL Benfica  | Sporting CP | 1-4   |
| 1939/40 | SL Benfica  | Sporting CP | 1-3   |
| 1939/40 | Sporting CP | SL Benfica  | 3-1   |
| 1940/41 | Sporting CP | SL Benfica  | 1-2   |
| 1940/41 | SL Benfica  | Sporting CP | 2-4   |
| 1941/42 | Sporting CP | SL Benfica  | 1-4   |
| 1941/42 | SL Benfica  | Sporting CP | 4-3   |
| 1942/43 | Sporting CP | SL Benfica  | 3-2   |
| 1942/43 | SL Benfica  | Sporting CP | 2-1   |
| 1943/44 | SL Benfica  | Sporting CP | 5-4   |
| 1943/44 | Sporting CP | SL Benfica  | 1-0   |
| 1944/45 | Sporting CP | SL Benfica  | 0-2   |
| 1944/45 | SL Benfica  | Sporting CP | 4-1   |
| 1945/46 | Sporting CP | SL Benfica  | 4-3   |
| 1945/46 | SL Benfica  | Sporting CP | 7-2   |
| 1946/47 | Sporting CP | SL Benfica  | 6-1   |
| 1946/47 | SL Benfica  | Sporting CP | 3-1   |
| 1947/48 | Sporting CP | SL Benfica  | 1-3   |
| 1947/48 | SL Benfica  | Sporting CP | 1-4   |
| 1948/49 | Sporting CP | SL Benfica  | 5-1   |
| 1948/49 | SL Benfica  | Sporting CP | 3-3   |
| 1949/50 | Sporting CP | SL Benfica  | 1-2   |
| 1949/50 | SL Benfica  | Sporting CP | 2-3   |
| 1950/51 | SL Benfica  | Sporting CP | 1-3   |
| 1950/51 | Sporting CP | SL Benfica  | 2-2   |
| 1951/52 | SL Benfica  | Sporting CP | 3-2   |
| 1951/52 | Sporting CP | SL Benfica  | 3-2   |
| 1952/53 | SL Benfica  | Sporting CP | 2-3   |
| 1952/53 | Sporting CP | SL Benfica  | 3-1   |
| 1953/54 | SL Benfica  | Sporting CP | 0-2   |
| 1953/54 | Sporting CP | SL Benfica  | 3-2   |
| 1954/55 | Sporting CP | SL Benfica  | 0-1   |
| 1954/55 | SL Benfica  | Sporting CP | 1-1   |
| 1955/56 | Sporting CP | SL Benfica  | 1-3   |
| 1955/56 | SL Benfica  | Sporting CP | 3-0   |
| 1956/57 | SL Benfica  | Sporting CP | 1-1   |
| 1956/57 | Sporting CP | SL Benfica  | 1-0   |
| 1957/58 | Sporting CP | SL Benfica  | 2-0   |
| 1957/58 | SL Benfica  | Sporting CP | 2-0   |
| 1958/59 | SL Benfica  | Sporting CP | 4-0   |
| 1958/59 | Sporting CP | SL Benfica  | 2-1   |
| 1959/60 | Sporting CP | SL Benfica  | 1-1   |
| 1959/60 | SL Benfica  | Sporting CP | 4-3   |
| 1960/61 | SL Benfica  | Sporting CP | 1-0   |
| 1960/61 | Sporting CP | SL Benfica  | 1-1   |
| 1961/62 | SL Benfica  | Sporting CP | 3-3   |
| 1961/62 | Sporting CP | SL Benfica  | 3-1   |
| 1962/63 | SL Benfica  | Sporting CP | 4-3   |
| 1962/63 | Sporting CP | SL Benfica  | 1-3   |
| 1963/64 | Sporting CP | SL Benfica  | 3-1   |
| 1963/64 | SL Benfica  | Sporting CP | 2-2   |
| 1964/65 | SL Benfica  | Sporting CP | 3-0   |
| 1964/65 | Sporting CP | SL Benfica  | 2-2   |
| 1965/66 | SL Benfica  | Sporting CP | 2-4   |
| 1965/66 | Sporting CP | SL Benfica  | 0-2   |
| 1966/67 | SL Benfica  | Sporting CP | 3-0   |
| 1966/67 | Sporting CP | SL Benfica  | 1-1   |
| 1967/68 | Sporting CP | SL Benfica  | 3-1   |
| 1967/68 | SL Benfica  | Sporting CP | 1-0   |
| 1968/69 | Sporting CP | SL Benfica  | 0-0   |
| 1968/69 | SL Benfica  | Sporting CP | 0-0   |
| 1969/70 | Sporting CP | SL Benfica  | 1-0   |
| 1969/70 | SL Benfica  | Sporting CP | 1-1   |
| 1970/71 | Sporting CP | SL Benfica  | 1-1   |
| 1970/71 | SL Benfica  | Sporting CP | 5-1   |
| 1971/72 | Sporting CP | SL Benfica  | 0-3   |
| 1971/72 | SL Benfica  | Sporting CP | 2-1   |
| 1972/73 | SL Benfica  | Sporting CP | 4-1   |
| 1972/73 | Sporting CP | SL Benfica  | 1-2   |
| 1973/74 | SL Benfica  | Sporting CP | 2-0   |
| 1973/74 | Sporting CP | SL Benfica  | 3-5   |
| 1974/75 | SL Benfica  | Sporting CP | 1-1   |
| 1974/75 | Sporting CP | SL Benfica  | 1-1   |
| 1975/76 | SL Benfica  | Sporting CP | 0-0   |
| 1975/76 | Sporting CP | SL Benfica  | 0-3   |
| 1976/77 | Sporting CP | SL Benfica  | 3-0   |
| 1976/77 | SL Benfica  | Sporting CP | 2-1   |
| 1977/78 | Sporting CP | SL Benfica  | 1-1   |
| 1977/78 | SL Benfica  | Sporting CP | 1-0   |
| 1978/79 | SL Benfica  | Sporting CP | 5-0   |
| 1978/79 | Sporting CP | SL Benfica  | 0-1   |
| 1979/80 | SL Benfica  | Sporting CP | 3-2   |
| 1979/80 | Sporting CP | SL Benfica  | 3-1   |
| 1980/81 | Sporting CP | SL Benfica  | 1-1   |
| 1980/81 | SL Benfica  | Sporting CP | 1-1   |
| 1981/82 | SL Benfica  | Sporting CP | 1-1   |
| 1981/82 | Sporting CP | SL Benfica  | 3-1   |
| 1982/83 | Sporting CP | SL Benfica  | 1-0   |
| 1982/83 | SL Benfica  | Sporting CP | 1-0   |
| 1983/84 | Sporting CP | SL Benfica  | 0-1   |
| 1983/84 | SL Benfica  | Sporting CP | 1-1   |
| 1984/85 | Sporting CP | SL Benfica  | 1-0   |
| 1984/85 | SL Benfica  | Sporting CP | 3-1   |
| 1985/86 | Sporting CP | SL Benfica  | 0-0   |
| 1985/86 | SL Benfica  | Sporting CP | 1-2   |
| 1986/87 | Sporting CP | SL Benfica  | 7-1   |
| 1986/87 | SL Benfica  | Sporting CP | 2-1   |
| 1987/88 | Sporting CP | SL Benfica  | 1-1   |
| 1987/88 | SL Benfica  | Sporting CP | 4-1   |
| 1988/89 | SL Benfica  | Sporting CP | 2-0   |
| 1988/89 | Sporting CP | SL Benfica  | 0-2   |
| 1989/90 | Sporting CP | SL Benfica  | 0-1   |
| 1989/90 | SL Benfica  | Sporting CP | 2-1   |
| 1990/91 | Sporting CP | SL Benfica  | 0-2   |
| 1990/91 | SL Benfica  | Sporting CP | 1-1   |
| 1991/92 | Sporting CP | SL Benfica  | 0-0   |
| 1991/92 | SL Benfica  | Sporting CP | 2-0   |
| 1992/93 | Sporting CP | SL Benfica  | 2-0   |
| 1992/93 | SL Benfica  | Sporting CP | 1-0   |
| 1993/94 | SL Benfica  | Sporting CP | 2-1   |
| 1993/94 | Sporting CP | SL Benfica  | 3-6   |
| 1994/95 | Sporting CP | SL Benfica  | 1-0   |
| 1994/95 | SL Benfica  | Sporting CP | 1-2   |
| 1995/96 | Sporting CP | SL Benfica  | 2-0   |
| 1995/96 | SL Benfica  | Sporting CP | 0-0   |
| 1996/97 | Sporting CP | SL Benfica  | 1-0   |
| 1996/97 | SL Benfica  | Sporting CP | 1-0   |
| 1997/98 | SL Benfica  | Sporting CP | 0-0   |
| 1997/98 | Sporting CP | SL Benfica  | 1-4   |
| 1998/99 | Sporting CP | SL Benfica  | 1-2   |
| 1998/99 | SL Benfica  | Sporting CP | 3-3   |
| 1999/00 | SL Benfica  | Sporting CP | 0-0   |
| 1999/00 | Sporting CP | SL Benfica  | 0-1   |
| 2000/01 | SL Benfica  | Sporting CP | 3-0   |
| 2000/01 | Sporting CP | SL Benfica  | 3-0   |
| 2001/02 | SL Benfica  | Sporting CP | 2-2   |
| 2001/02 | Sporting CP | SL Benfica  | 1-1   |
| 2002/03 | Sporting CP | SL Benfica  | 0-2   |
| 2002/03 | SL Benfica  | Sporting CP | 1-2   |
| 2003/04 | SL Benfica  | Sporting CP | 1-3   |
| 2003/04 | Sporting CP | SL Benfica  | 0-1   |
| 2004/05 | Sporting CP | SL Benfica  | 2-1   |
| 2004/05 | SL Benfica  | Sporting CP | 1-0   |
| 2005/06 | Sporting CP | SL Benfica  | 2-1   |
| 2005/06 | SL Benfica  | Sporting CP | 1-3   |
| 2006/07 | Sporting CP | SL Benfica  | 0-2   |
| 2006/07 | SL Benfica  | Sporting CP | 1-1   |
| 2007/08 | SL Benfica  | Sporting CP | 0-0   |
| 2007/08 | Sporting CP | SL Benfica  | 1-1   |
| 2008/09 | SL Benfica  | Sporting CP | 2-0   |
| 2008/09 | Sporting CP | SL Benfica  | 3-2   |
| 2009/10 | Sporting CP | SL Benfica  | 0-0   |
| 2009/10 | SL Benfica  | Sporting CP | 2-0   |
| 2010/11 | SL Benfica  | Sporting CP | 2-0   |
| 2010/11 | Sporting CP | SL Benfica  | 0-2   |
| 2011/12 | SL Benfica  | Sporting CP | 1-0   |
| 2011/12 | Sporting CP | SL Benfica  | 1-0   |
| 2012/13 | Sporting CP | SL Benfica  | 1-3   |
| 2012/13 | SL Benfica  | Sporting CP | 2-0   |
| 2013/14 | Sporting CP | SL Benfica  | 1-1   |
| 2013/14 | SL Benfica  | Sporting CP | 2-0   |
| 2014/15 | SL Benfica  | Sporting CP | 1-1   |
| 2014/15 | Sporting CP | SL Benfica  | 1-1   |
| 2015/16 | SL Benfica  | Sporting CP | 0-3   |
| 2015/16 | Sporting CP | SL Benfica  | 0-1   |
| 2016/17 | SL Benfica  | Sporting CP | 2-1   |
| 2016/17 | Sporting CP | SL Benfica  | 1-1   |
| 2017/18 | SL Benfica  | Sporting CP | 1-1   |
| 2017/18 | Sporting CP | SL Benfica  | 0-0   |
| 2018/19 | SL Benfica  | Sporting CP | 1-1   |
| 2018/19 | Sporting CP | SL Benfica  | 2-4   |
| 2019/20 | Sporting CP | SL Benfica  | 0-2   |
| 2019/20 | SL Benfica  | Sporting CP | 2-1   |
| 2020/21 | Sporting CP | SL Benfica  | 1-0   |
| 2020/21 | SL Benfica  | Sporting CP | 4-3   |
| 2021/22 | SL Benfica  | Sporting CP | 1-3   |
| 2021/22 | Sporting CP | SL Benfica  | 0-2   |
| 2022/23 | SL Benfica  | Sporting CP | 2-2   |
| 2022/23 | Sporting CP | SL Benfica  | 2-2   |
| 2023/24 | SL Benfica  | Sporting CP | 2-1   |
| 2023/24 | Sporting CP | SL Benfica  | 2-1   |
| 2024/25 | Sporting CP | SL Benfica  | 1-0   |
| 2024/25 | SL Benfica  | Sporting CP | 1-1   |

### Taça de Portugal
| Época   | Casa        | Fora        | Score      |
| ------- | ----------- | ----------- | ---------- |
| 1941/42 | Sporting CP | SL Benfica  | 4-0        |
| 1942/43 | Sporting CP | SL Benfica  | 1-2        |
| 1942/43 | SL Benfica  | Sporting CP | 3-2        |
| 1944/45 | Sporting CP | SL Benfica  | 1-0        |
| 1947/48 | Sporting CP | SL Benfica  | 3-0        |
| 1953/54 | Sporting CP | SL Benfica  | 5-4        |
| 1953/54 | SL Benfica  | Sporting CP | 4-1        |
| 1954/55 | Sporting CP | SL Benfica  | 4-2        |
| 1955/56 | SL Benfica  | Sporting CP | 2-1        |
| 1958/59 | Sporting CP | SL Benfica  | 2-1        |
| 1958/59 | SL Benfica  | Sporting CP | 3-1        |
| 1959/60 | SL Benfica  | Sporting CP | 0-3        |
| 1959/60 | Sporting CP | SL Benfica  | 0-0        |
| 1962/63 | Sporting CP | SL Benfica  | 0-1        |
| 1962/63 | SL Benfica  | Sporting CP | 0-2        |
| 1969/70 | Sporting CP | SL Benfica  | 1-3        |
| 1971/72 | SL Benfica  | Sporting CP | 3-2        |
| 1973/74 | Sporting CP | SL Benfica  | 2-1        |
| 1975/76 | Sporting CP | SL Benfica  | 1-0        |
| 1976/77 | Sporting CP | SL Benfica  | 3-0        |
| 1977/78 | Sporting CP | SL Benfica  | 3-1        |
| 1979/80 | Sporting CP | SL Benfica  | 1-2        |
| 1982/83 | SL Benfica  | Sporting CP | 3-0        |
| 1983/84 | Sporting CP | SL Benfica  | 2-1        |
| 1985/86 | SL Benfica  | Sporting CP | 5-0        |
| 1986/87 | SL Benfica  | Sporting CP | 2-0        |
| 1995/96 | SL Benfica  | Sporting CP | 3-1        |
| 1999/00 | SL Benfica  | Sporting CP | 1-3        |
| 2004/05 | SL Benfica  | Sporting CP | 3-3 (g.p.) |
| 2007/08 | Sporting CP | SL Benfica  | 5-3        |
| 2013/14 | SL Benfica  | Sporting CP | 4-3        |
| 2015/16 | Sporting CP | SL Benfica  | 2-1        |
| 2018/19 | SL Benfica  | Sporting CP | 2-1        |
| 2018/19 | Sporting CP | SL Benfica  | 1-0        |
| 2023/24 | Sporting CP | SL Benfica  | 2-1        |
| 2023/24 | SL Benfica  | Sporting CP | 2-2        |
| 2024/25 | SL Benfica  | Sporting CP | 2-1        |

### Taça da Liga
| Época   | Casa        | Fora        | Score      |
| ------- | ----------- | ----------- | ---------- |
| 2008/09 | Sporting CP | SL Benfica  | 1-1 (g.p.) |
| 2009/10 | Sporting CP | SL Benfica  | 1-4        |
| 2010/11 | SL Benfica  | Sporting CP | 2-1        |
| 2021/22 | SL Benfica  | Sporting CP | 1-2        |
| 2024/25 | Sporting CP | SL Benfica  | 1-1 (g.p.) |

## Jogadores que disputaram o dérbi por ambos os clubes
- Artur José Pereira: Benfica 1907–14; Sporting 1914–19
- Alfredo Valadas: Sporting 1931–33; Benfica 1934–44
- Joaquim Alcobia: Sporting 1935–36; Benfica 1936–44
- António Martins: Sporting 1936–38; Benfica 1938–45
- Mário Galvão: Sporting 1935–40; Benfica 1941–43
- António Lourenço: Benfica 1949–51; Sporting 1953–56
- Zé Rita: Sporting 1952–55; Benfica 1962–65
- Mascarenhas: Benfica 1958–59; Sporting 1962–64
- José Barroca: Benfica 1959–63; Sporting 1963–70
- José Ferreira Pinto: Sporting 1958–62; Benfica 1965–68
- José Pérides: Sporting 1956–60, 1961–64; Benfica 1964–66
- Pedras: Benfica 1962–66; Sporting 1968–71
- Nélson Fernandes: Benfica 1965–68; Sporting 1969–76
- Rui Jordão: Benfica 1971–76; Sporting 1977–87
- Carlos Alhinho: Sporting 1972–75; Benfica 1976–77, 1978–81
- Artur Correia: Benfica 1971–77; Sporting 1977–79, 1979–80
- António Botelho: Sporting 1970–74, 1977–79; Benfica 1979–82
- António Fidalgo: Benfica 1970–73, 1975–76, 1977–79; Sporting 1979–83
- João Laranjeira: Sporting 1970–79; Benfica 1979–82
- Eurico Gomes: Benfica 1975–79; Sporting 1979–82
- Romeu Silva: Benfica 1975–77; Sporting 1983–86
- Carlos Manuel: Benfica 1979–87; Sporting 1988–90
- Fernando Mendes: Sporting 1985–89; Benfica 1989–91, 1992–93
- Paulo Futre: Sporting 1983–84; Benfica 1993
- António Pacheco: Benfica 1987–93; Sporting 1993–95
- Paulo Sousa: Benfica 1989–93; Sporting 1993–94
- Amaral: Sporting 1988–94; Benfica 1994–95
- Marinho: Sporting 1989–95; Benfica 1995–97
- José Dominguez: Benfica 1992–94; Sporting 1995–97
- Hugo Porfírio: Sporting 1992–97; Benfica 1998–2000, 2001–04
- Jorge Cadete: Sporting 1987–95; Benfica 1999–2003
- João Pinto: Benfica 1992–2000; Sporting 2000–04
- Dimas Teixeira: Benfica 1994–96; Sporting 2000–02
- Paulo Bento: Benfica 1994–96; Sporting 2000–04
- Dani: Sporting 1995–97; Benfica 2000
- Bruno Caires: Benfica 1994–97; 2000–04
- Rui Bento: Benfica 1991–92; Sporting 2001–04
- Marco Caneira: Sporting 1996–2000, 2006–07, 2008–11; Benfica 2001–02
- Simão Sabrosa: Sporting 1997–99; Benfica 2001–07
- Emílio Peixe: Sporting 1991–95, 1996–97; Benfica 2002–03
- Derlei: Benfica 2007; Sporting 2007–09
- Carlos Martins: Sporting 2000–07; Benfica 2008–14
- Maniche: Benfica 1995–96, 1999–2002; Sporting 2010–11
- João Pereira: Benfica 2003–06; Sporting 2010–12, 2015–16, 2021
- Yannick Djaló: Sporting 2005–11; Benfica 2012–16
- Bruno César: Benfica 2011–13; Sporting 2015–18
- André Carrillo: Sporting 2011–16; Benfica 2016–19
- Lazar Marković: Benfica 2013–14; Sporting 2016–17
- Fábio Coentrão: Benfica 2007–11; Sporting 2017–18
- Nuno Santos: Benfica 2015–17; Sporting 2020–presente
- João Mário: Sporting 2011–16, 2020–21; Benfica 2021–presente

## Palmarés
Equipas seniores
A seguinte tabela lista todas as competições oficiais, a nível nacional e internacional, e respetivo número de títulos conquistados pelo Sporting Clube de Portugal e pelo Sport Lisboa e Benfica.
 Atualizado a 31 de julho de 2025
| Competições Internacionais | Competições Internacionais    | Sporting | Benfica |
| -------------------------- | ----------------------------- | -------- | ------- |
|                            | Liga dos Campeões             | 0        | 2       |
|                            | Taça das Taças                | 1        | 0       |
| Total Internacional        | Total Internacional           | 1        | 2       |
| Competições Nacionais      | Competições Nacionais         | Sporting | Benfica |
|                            | Primeira Liga                 | 21       | 38      |
|                            | Taça de Portugal              | 18       | 26      |
|                            | Taça da Liga                  | 4        | 8       |
|                            | Supertaça Cândido de Oliveira | 9        | 10      |
|                            | Taça Império                  | 1        | 0       |
|                            | Campeonato de Portugal        | 4        | 3       |
| Total Nacional             | Total Nacional                | 57       | 85      |
| TOTAL                      | TOTAL                         | 58       | 87      |

Equipas jovens
| Competições Internacionais       | Sporting | Benfica |
| -------------------------------- | -------- | ------- |
| Taça Intercontinental Sub-20     | 0        | 1       |
| Blue Stars/FIFA Youth Cup        | 0        | 1       |
| Liga Jovem da UEFA               | 0        | 1       |
| Total Internacional              | 0        | 3       |
| Competições Nacionais            | Sporting | Benfica |
| Campeonato Nacional de Juniores  | 17       | 25      |
| Campeonato Nacional de Juvenis   | 14       | 21      |
| Campeonato Nacional de Iniciados | 15       | 12      |
| Campeonato Nacional de Infantis  | 3        | 3       |
| Total Nacional                   | 49       | 61      |
| TOTAL                            | 49       | 64      |

Total oficial (equipas jovens e seniores)